# Ваља Манастириј (Арђеш)
Ваља Манастириј (рум. Valea Mănăstirii) насеље је у Румунији у округу Арђеш у општини Титешти. Oпштина се налази на надморској висини од 408 m.

## Становништво
Према подацима из 2002. године у насељу је живело 1080 становника, од којих су сви румунске националности.